# Al di sopra di ogni sospetto (film 1995)
Al di sopra di ogni sospetto (Above Suspicion) è un film per la televisione del 1995 diretto da Steven Schather. È l'ultimo film prima della tragedia del 27 maggio 1995 in cui l'attore protagonista Christopher Reeve, durante il Memorial Day, a Culpeper, in Virginia, cadde rovinosamente da cavallo, riportando lo spostamento di due vertebre cervicali e la lesione del midollo spinale, quindi l'attore riportò la paralisi permanente dal collo in giù, rendendolo tetraplegico.

## Trama
Il detective della polizia di Los Angeles Dempsey Cain ha una moglie affettuosa, un figlio e un fratello minore che anche lui fa il poliziotto. Invece Rhinehart è il più caro amico, che non lo abbandona mai fino a quando Dempsey ha avuto un brutto incidente, in cui è rimasto paralizzato per tanto tempo. Dempsey scopre che la moglie ha un amante, organizzando un delitto perfetto: contando di non essere incastrato.